# جان دی. آکنباخ
جان دی. آکنباخ (انگلیسی: Jan D. Achenbach؛ زادهٔ ۲۰ اوت ۱۹۳۵) دانشمند در زمینه مکانیک جامدات اهل ایالات متحده آمریکا است.
وی همچنین برندهٔ جوایزی همچون نشان ملی علوم و مدال ملی فناوری و نوآوری شده‌است.